# 透明 (小说)
《透明》（Transparent Things）是弗拉基米尔·纳博科夫的一部小说，出版于1972年。最初用英文写成。

## 情节
这部短篇小说讲述了美国青年编辑休·佩尔森的故事，以及他近二十年来四次到瑞士一个小村庄旅行的记忆。

## 摘要
年轻人第一次访问这个村，和他的父亲。在他的第二次旅行中，佩尔森的出版社派他去采访天才而古怪的作家R。他的第三次行程包括了悲剧、谋杀和疯狂。最后，佩尔森的第四次旅行提供了一个机会，来反思他动荡的过去。在叙述佩尔森的故事时，叙述者通过时间、爱情、作者和记忆的形而上学的主题引导读者。

## 评论
在纽约时报书评上，作家马维斯·加兰特写道，“弗拉基米尔·纳博科夫,花了他一生的时间建造泰姬陵，在73岁时决定建造一个小型的模拟复制品，—供他本人娱乐，偶然也供我们的娱乐。这个缩影没有缺陷，没有，但是这个伟大模型最辉煌的特征，只是略有点模样，几乎是出于嬉戏。”加兰特发现这部小说“像纳博科夫的天才一样随意、不可预测、古怪和令人生畏。”  "